# Viva! Viva Villa!
Viva! Viva Villa! (Villa Rides) è un film del 1968 diretto da Buzz Kulik. Liberamente tratto dal romanzo Pancho Villa di William Douglas Lansford.

## Trama
Pancho Villa, il fedele "rivoluzionario" del presidente Madero è in continua lotta contro i ribelli detti "colarados". L'americano Lee Arnold che con il proprio aereo rifornisce abitualmente di armi i ribelli, viene fatto prigioniero. Villa lo convince ad abbracciare la propria causa. Grazie all'aereo l'alleanza contribuisce notevolmente alla realizzazione di piccoli piani di battaglia, alla conquista della città di Parral, nonché alla conseguente gloria del grande rivoluzionario. Ma il generale Juerta, geloso della progressiva forza che sta ottenendo Pancho Villa, e impegnandolo in un'impresa disperata: la conquista della città fortificata di Canejos. Quando, contro ogni previsione, Pancho validamente aiutato da Arnold riesce a espugnare il paese, il generale Jerta lo accusa di omicidio e lo condanna a morte, approfittando di uno dei tanti eccessi che ha compiuto il suo esercito. Villa sfugge al plotone grazie all'interessamento del presidente Madero, il quale viene ucciso qualche mese più tardi dallo stesso Jerta che si elegge capo dello Stato. Di nuovo Pancho Villa convince Arnold a stargli accanto nella lotta che ricomincerà contro l'impostore.

## Produzione
Adattato dal romanzo Pancho Villa di William Douglas Lansford, la pellicola vede due celebri firme nella sceneggiatura: Robert Towne (Oscar nel 1975) e il regista Sam Peckinpah.